# Cássia
Cássia is een gemeente in de Braziliaanse deelstaat Minas Gerais. De gemeente telt 22.587 inwoners (schatting 2009).

## Aangrenzende gemeenten
De gemeente grenst aan Capetinga, Delfinópolis, Ibiraci, Itaú de Minas, Passos en Pratápolis.